# 南月悠奈
南月 悠奈（みなづき ゆうな）は、日本の女性声優。AZクリエイティブ・エージェントオフィス所属。

## 出演作品

### アニメ
- 超ゼンマイロボ パトラッシュ（ニゴリーン[1]）
- がくえんゆーとぴあ まなびストレート!（生徒）
- のらみみ2（子供）

### ゲーム
- 戦極姫3〜天下を切り裂く光と影〜（高橋椿[2]、大内義隆[3]）
- 難攻不落三国伝〜蜀と時の銅雀〜（張飛）
- 百花繚乱エリクシル（リリー・カルミア[4]）
- ものべの（有島菜穂子[5][6]）
- 雷子（張飛）
- 恋愛リベンジ（葉桜恋歌[7][8]）
- Summer Pockets（2018年）
- Summer Pockets REFLECTION BLUE（2020年）

### ボイスドラマ
- レイヴ☆みっくす番外編 イベントは突然に!（華崎タオ）